# Laelia coenosa
Laelia coenosa là một loài bướm đêm thuộc họ Erebidae. Nó được tìm thấy ở Bắc Phi, Nam và Trung Âu, qua tới Nga và Đông Á tới Nhật Bản.

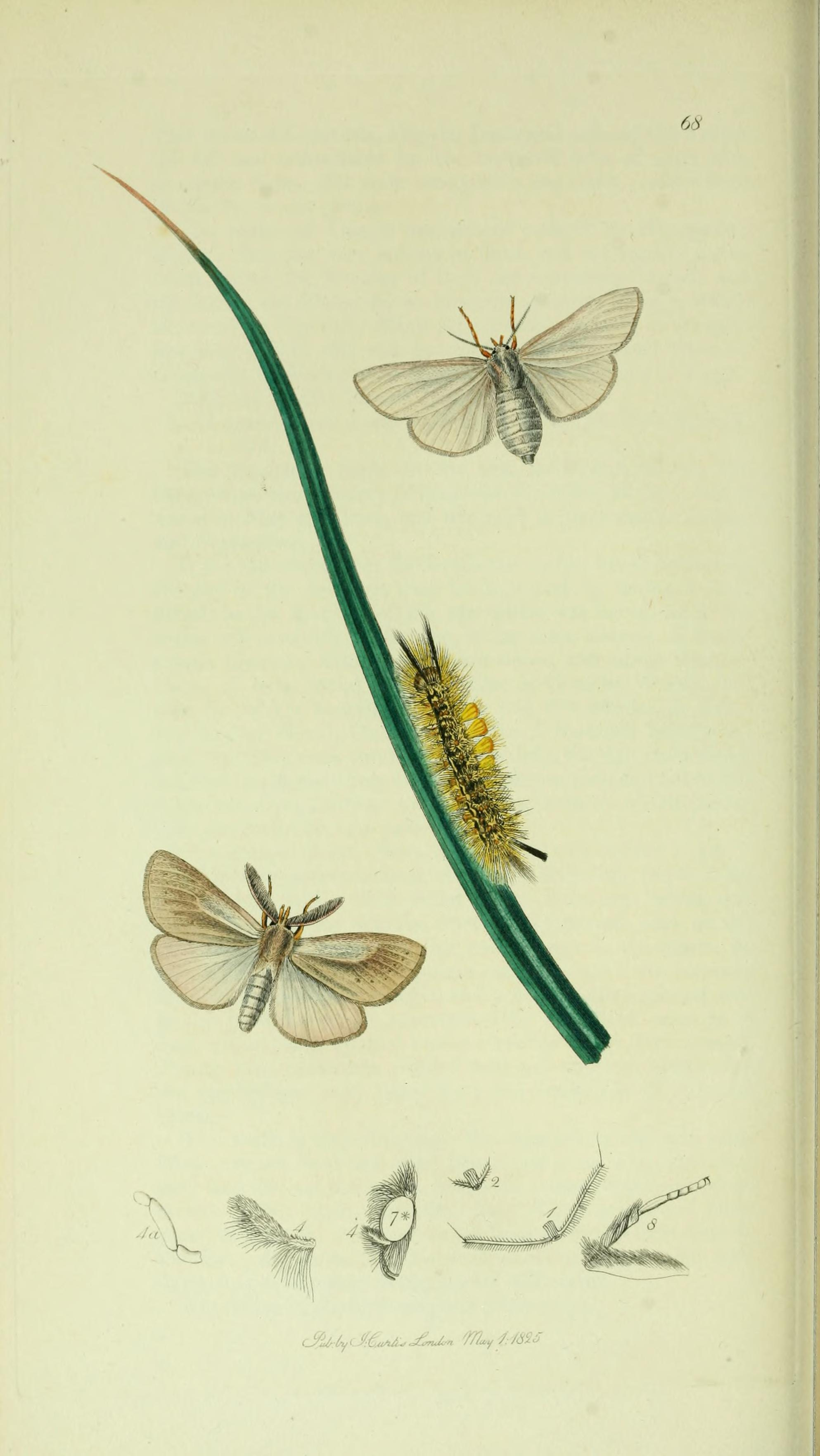
Minh họa của John Curtis trong British Entomology Volume 5

Sải cánh dài 35–50 mm. Con trưởng thành bay từ tháng 7 đến tháng 8 tùy theo địa điểm.
Ấu trùng chủ yếu ăn các loài Phragmites australis và Phragmites communis, kể cả Festuca, Carex và Cladium.

## Hình ảnh

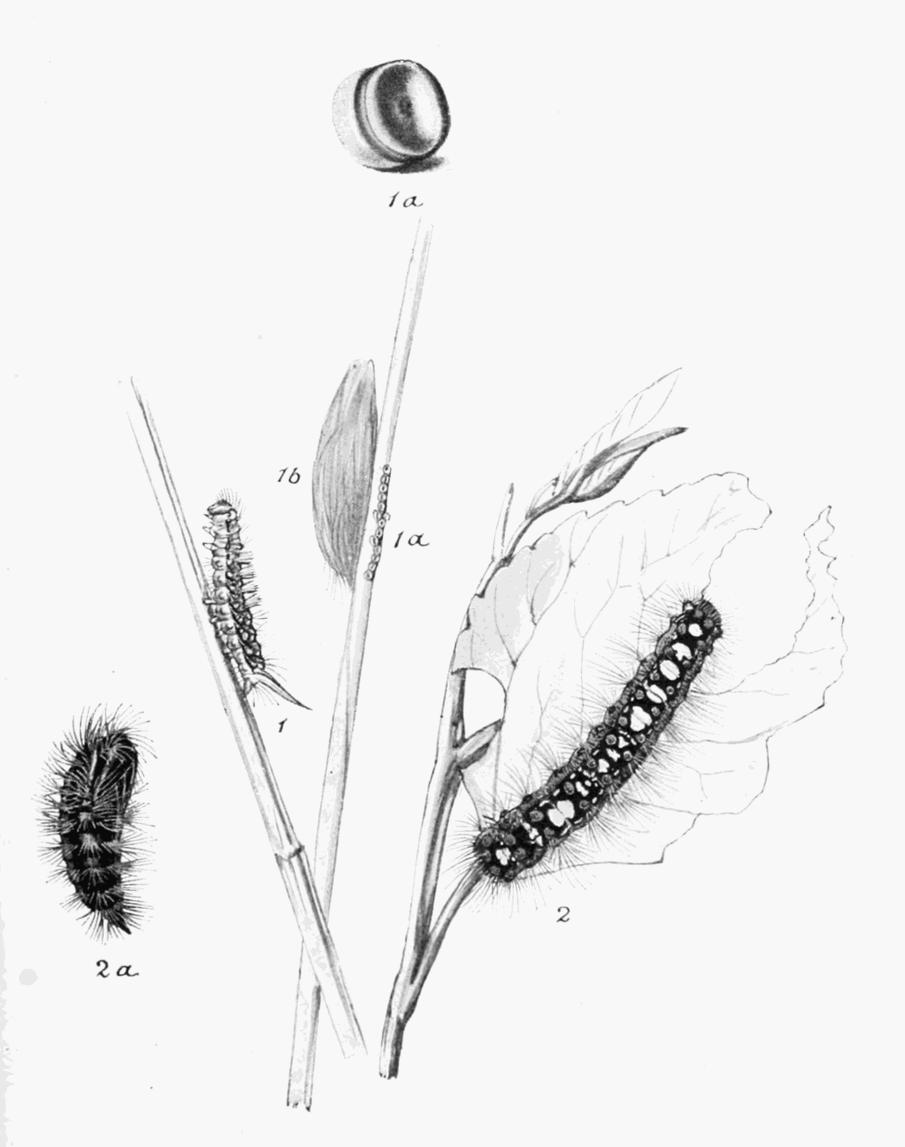
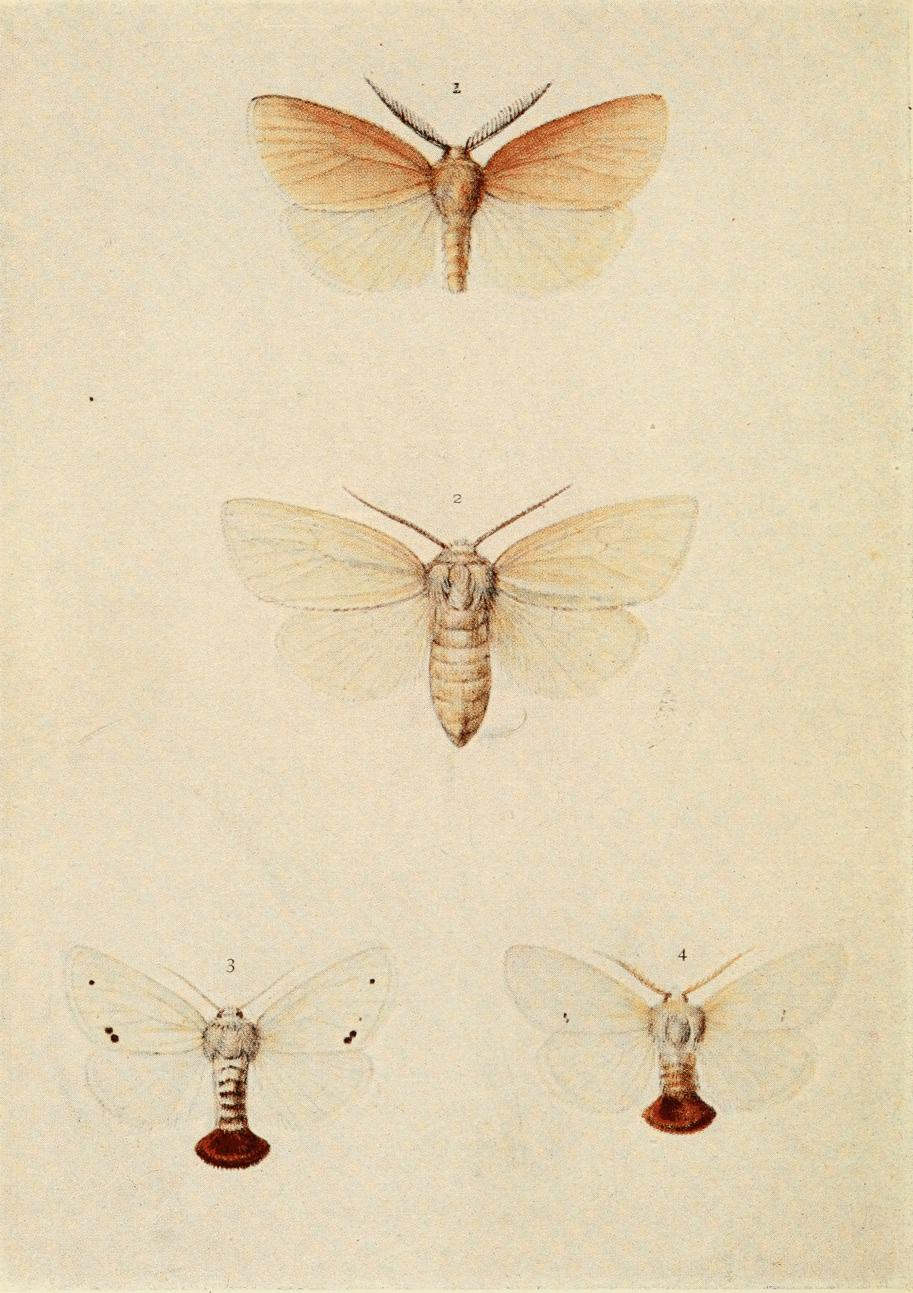